# 1922-es magyar atlétikai bajnokság
Az 1922-es magyar atlétikai bajnokság a 27. magyar bajnokság volt.

## Eredmények

### Férfiak
| Versenyszám      | Arany                          | Arany     | Ezüst                               | Ezüst     | Bronz                             | Bronz   |
| ---------------- | ------------------------------ | --------- | ----------------------------------- | --------- | --------------------------------- | ------- |
| 100 m            | Gerő Ferenc KAOE               | 11,2      | Vida Béla KAOE                      | 11,3      | Schwarz Vilmos BEAC               | 11,4    |
| 200 m            | Gerő Ferenc KAOE               | 22,4      | Juhász György MTK                   | 22,6      | Kurunczy Lajos MTK                | 22,7    |
| 400 m            | Kurunczy Lajos MTK             | 51,0      | Juhász György MTK                   | 51,6      | Fixl Lajos Magyar AC              | 52,0    |
| 800 m            | Benedek János Magyar AC        | 1:57,7    | Fonyó Márton MTK                    | 2:00,5    | Görög Jenő MTK                    | 2:03,5  |
| 1500 m           | Benedek János Magyar AC        | 4:08,6    | Némethy Jenő Ferencvárosi TC        | 4:08,8    | Grósz István MTK                  | 4:14,0  |
| 5000 m           | Némethy Jenő Ferencvárosi TC   | 16:04,6   | Csitbay József MTK                  | 16:14,2   | Király Pál ESC                    | 16:27,4 |
| 15 km            | Váradi Mihály MTK              | 51:40,5   | Kultsár István MAFC                 | 51:42,8   | Krausz Béla ESC                   | 52:12,0 |
| mezei futás      | Csitbay József MTK             | 38:01,1   | Kultsár István MAFC                 |           | Steiner Pál MTE                   |         |
| 3000 m gyaloglás | Szablár Péter Ferencvárosi TC  | 14:25,8   | Hóra Ferenc Ferencvárosi TC         | 15:01,2   | Lichter Sándor MTK                | 15:10,9 |
| 10 km gyaloglás  | Szablár Péter Ferencvárosi TC  | 52:21,0   | Hóra Ferenc Ferencvárosi TC         | 52:46,0   | Lichter Sándor MTK                | 54:32,0 |
| 30 km gyaloglás  | Szablár Péter Ferencvárosi TC  | 2:48:07,2 | Konarik József MGSK                 | 3:02:52,0 |                                   |         |
| 110 m gát        | Solymár Károly Ferencvárosi TC | 16,4      | Püspöky Gyula Magyar AC             | 16,6      | Püspöky Tibor Magyar AC           | 16,8    |
| 200 m gát        | Somfay Elemér Magyar AC        | 26,0      | Helfer Béla KAOE                    | 26,6      | Braun Ernő MTK                    | 27,4    |
| 400 m gát        | Berács László Magyar AC        | 59,3      | Helfer Béla KAOE                    | 1:00,3    | Braun József ESC                  | 1:01,8  |
| magasugrás       | Panyigay Lajos DAC Győr        | 177 cm    | Gárdos Lóránt MTK                   | 173 cm    | Gáspár Jenő BBTE                  | 173 cm  |
| távolugrás       | Molnár Ferenc SZTC             | 684 cm    | Somfay Elemér Magyar AC             | 680 cm    | Bakó Kálmán Magyar AC             | 654 cm  |
| hármasugrás      | Somfay Elemér Magyar AC        | 13,90 m   | Molnár Ferenc SZTC                  | 13,39 m   | Ujfaluczky József Ferencvárosi TC | 12,71 m |
| rúdugrás         | Hadházy Dezső DMSE             | 340 cm    | Brausz Mihály Ferencvárosi TC       | 330 cm    | Brausz Károly Ferencvárosi TC     | 330 cm  |
| súlylökés        | Vállay Károly Magyar AC        | 12,86 m   | Engelthaler Kálmán HTVE             | 12,84 m   | Janó Károly Magyar AC             | 12,29 m |
| diszkoszvetés    | Toldi Sándor Ferencvárosi TC   | 42,20 m   | Csejthey Lajos BEAC                 | 40,02 m   | Kobulszky Károly Magyar AC        | 39,97 m |
| gerelyhajítás    | Csejthey Lajos BEAC            | 54,37 m   | Nizsalovszky Ferenc Ferencvárosi TC | 52,23 m   | Gyurkó László Ferencvárosi TC     | 50,00 m |

### Csapatversenyek
| Versenyszám        | Arany                                                                  | Arany   | Ezüst | Ezüst   | Bronz | Bronz   |
| ------------------ | ---------------------------------------------------------------------- | ------- | ----- | ------- | ----- | ------- |
| 4 × 100 m          | Kereskedelmi AOE Helfer Béla Gerő Mór Vida Béla Gerő Ferenc            | 44,4    | MTK   | 44,9    |       |         |
| 4 × 400 m          | Magyar AC Somfay Elemér Fedák Béla Benedek János Fixl Lajos            | 3:33,0  | MTK A | 3:33,2  | MTK B | 3:46,8  |
| 4 x 1500 m         | MTK Koszta Gyula Fonyó Márton Partos Ernő Grósz István                 | 18:30,4 | MTE   | 19:44,6 | ESC   | 19:51,8 |
| 5000 m csapat      | MTK Grósz István Csitbay József Váradi Mihály Bese József Koszta Gyula | 27      | MTK B | 54      | ESC   | 69      |
| mezei futás csapat | MTK Csitbay József Bese József Grósz István Garai Sándor Lőbl József   | 28      | MTK   | 43      | ESC   | 98      |